# Neodusmetia
Neodusmetia is een geslacht van vliesvleugeligen uit de familie Encyrtidae. De wetenschappelijke naam van dit geslacht is voor het eerst geldig gepubliceerd in 1964 door Kerrich.

## Soorten
Het geslacht Neodusmetia is monotypisch en omvat slechts de volgende soort:
- Neodusmetia sangwani (Subba Rao, 1957)